# U.D.O.
U.D.O. es una banda alemana de heavy metal fundada en Solingen en 1987. En su primera etapa (1987-1992), se publicaron cuatro álbumes de estudio que les permitió conseguir una positiva reputación en Europa. Después de cuatro años de separación, en los que Udo se reunió con Accept, en 1996, la banda se reformó con otros músicos entre ellos Stefan Kaufmann y Fitty Wienhold. Desde entonces han publicado varios trabajos discográficos, con los que han conseguido un relativo éxito comercial en algunos países europeos como Alemania, Suecia y Rusia, principalmente. 
En sus más de treinta años de carrera han pasado veinticuatro músicos, siendo su líder Udo Dirkschneider el único que ha grabado todas las producciones discográficas. Por otro lado, entre 2016 y 2018 la banda dio una gira especial llamada Back to the Roots bajo el nombre de Dirkschneider, en la que solo tocaron canciones que Udo grabó con Accept. Para no generar confusiones en la industria musical, una vez que terminó el tour la banda volvió a presentarse con su nombre original.

## Historia

### Formación y primera etapa

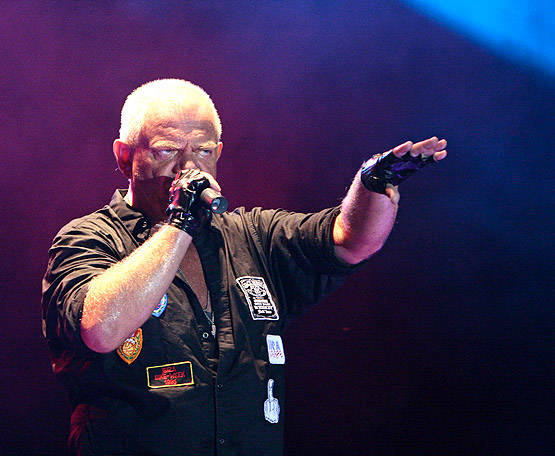
El vocalista Udo Dirkschneider formó la banda después de renunciar a Accept en 1987

En 1987, Udo Dirkschneider fundó U.D.O. al poco tiempo de concretarse su salida de Accept. En noviembre del mismo año debutó con Animal House, cuyas canciones habían sido escritas por Accept para un posterior lanzamiento, pero que nunca se grabaron debido al receso de la banda después de Russian Roulette (1986). Para su grabación Udo reclutó a los guitarristas Peter Szigeti y Mathias Dieth, al bajista Frank Rittel y al batería Thomas Franke, pero antes de iniciar la gira Rittel fue reemplazado por Dieter Rubach. Durante el tour promocional, iniciado el 2 de febrero de 1988 en Hungría, la banda dio más de cincuenta presentaciones por Europa, Canadá y los Estados Unidos; en este último compartieron escenario con Guns N' Roses y Zodiac Mindwarp and the Love Reaction, y en ciertas ocasiones con Lita Ford. Luego del término de la gira, Franke, Rubach y Szigeti renunciaron y fueron sustituidos por Stefan Schwarzmann, Thomas Smuszynski y Andy Susemihl. En 1989 salió a la venta Mean Machine, que se convirtió en el primer disco de la agrupación en ingresar en la lista musical alemana (puesto 31). El disco fue promocionado con una gira europea durante ese mismo año, abriendo los conciertos de Ozzy Osbourne en ciertas presentaciones.
En 1989, Andy Susemihl anunció su retiro de la banda y en vez de buscar a un reemplazante Udo decidió continuar como un cuarteto hasta el final del año. Por su parte, por aquel tiempo se iniciaron las grabaciones de Faceless World (1990), que contó con un sonido enfocado en la melodía con inclusiones de teclados y arreglos orquestales realizados por el productor Stefan Kaufmann, exbaterista de Accept. A pesar de que fue programada una gira para el resto de 1990 —con Wolla Böhm como segundo guitarrista— esta tuvo que ser cancelada por prescripción médica después de algunas fechas por Europa (mayo-junio), ya que Udo fue diagnosticado con estrés y exceso de trabajo. Luego de cinco meses de descanso, la banda regresó a los Dierks Studios para grabar Timebomb (1991), que fue el último disco de la primera etapa de la agrupación. Para ayudarlos en las presentaciones en vivo del tour promocional se contrató al guitarrista Frank Fricke del grupo Mekong Delta. Una vez que la gira culminó en el segundo semestre de 1991, Udo separó la banda al año siguiente para reunirse con Accept.

### Reformación

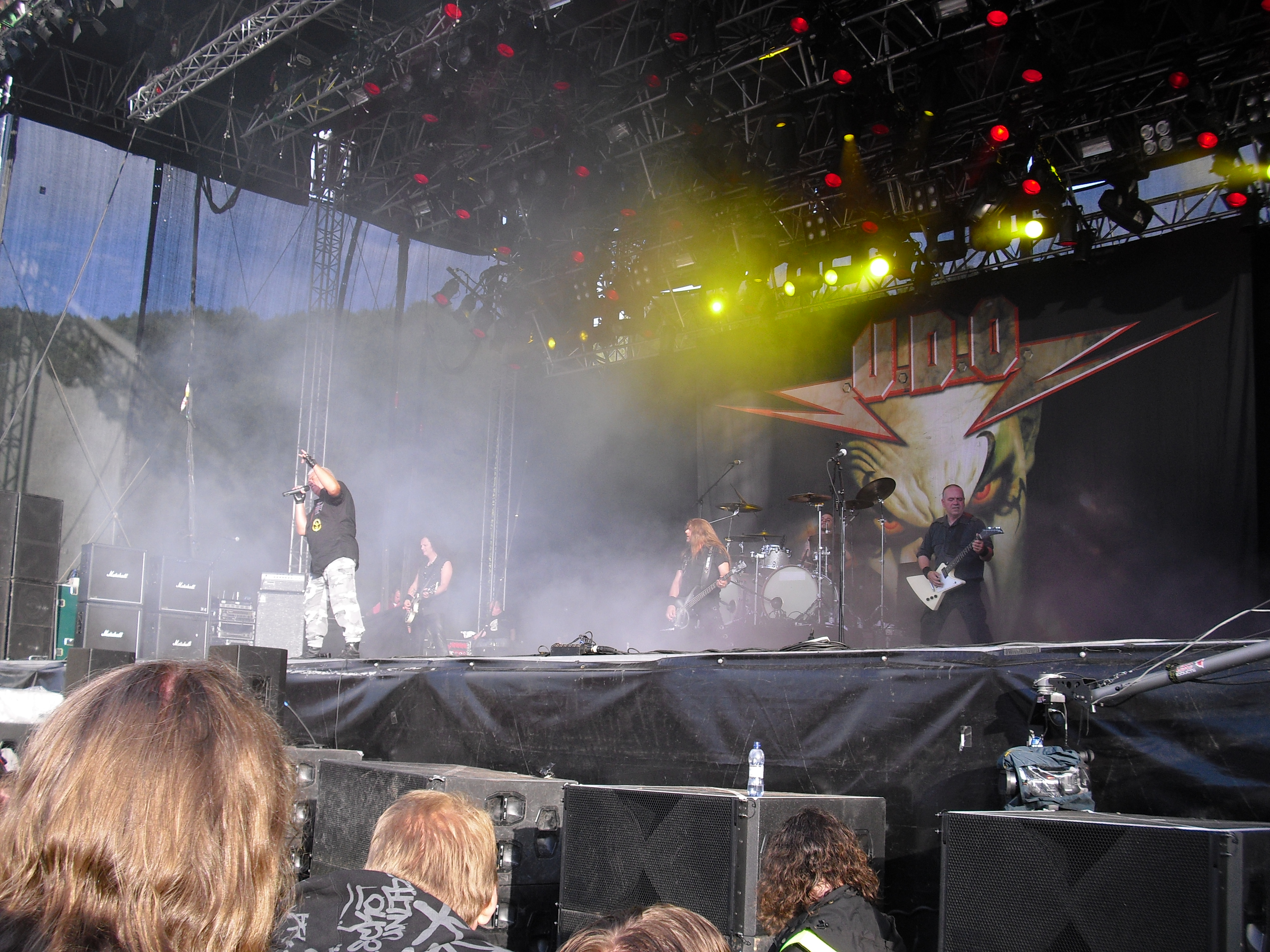
U.D.O. en directo en el Festival de rock de Noruega en 2009

En 1996, paralelo a su trabajo en Accept, Udo reformó la agrupación temporalmente para participar en el álbum tributo a Judas Priest, A Tribute to Judas Priest: Legends of Metal. Para esa ocasión, en que versionaron el tema «Metal Gods», el vocalista se reunió con Dieth y Schwarzmann e invitó a Michael Voss (bajo) y a Stefan Kaufmann, que fungió como segundo guitarrista. Al año siguiente, una vez que se concretó la separación de Accept, Udo y Kaufmann optaron por reformar U.D.O. y para ello invitaron nuevamente a Schwarzmann y Dieth, pero este último rechazó la propuesta para enfocarse en su carrera como abogado. Finalmente, en marzo de 1997, U.D.O. regresó a los escenarios con Solid, que contó con dos nuevos integrantes; el guitarrista Jürgen Graf y el bajista Fitty Wienhold. Cabe señalar que la primera presentación de la gira respectiva tuvo que ser postergada hasta agosto del mismo año, ya que poco tiempo después de su lanzamiento Jürgen tuvo un accidente automovilístico y la banda decidió esperar su recuperación.
Luego de culminar la gira de Solid, la banda inmediatamente comenzó a escribir las canciones de su siguiente producción No Limits, que incluyó una participación especial de Mathias Dieth como guitarrista líder en «One Step to Fate». La gira respectiva, llamada simplemente No Limits Tour (1998-1999), les permitió tocar por varios países europeos y se presentaron por primera vez en Kazajistán y Rusia. En este último país obtuvieron un gran recibimiento por parte del público, inclusive en Vladivostok fueron recibidos por el alcalde en el edificio municipal, quien resultó ser un gran fanático de Accept y U.D.O. En octubre de 1999 se puso a la venta su séptimo álbum de estudio Holy, que contó con el nuevo guitarrista Igor Gianola. A falta de un batería, ya que Schwarzmann se retiró a principios de 1999, Gianola recomendó a su amigo Lorenzo Milani e iniciaron la gira correspondiente con la que volvieron a tocar en los Estados Unidos, acompañados en algunas fechas por Raven y en otras por Saxon. En abril de 2001, como parte final del Holy Tour, la banda dio una serie de presentaciones por algunas ciudades rusas las que fueron escogidas para grabar su primer álbum en vivo Live from Russia, publicado en octubre del mismo año.

### Década de los 2000 y la breve gira de reunión con Accept

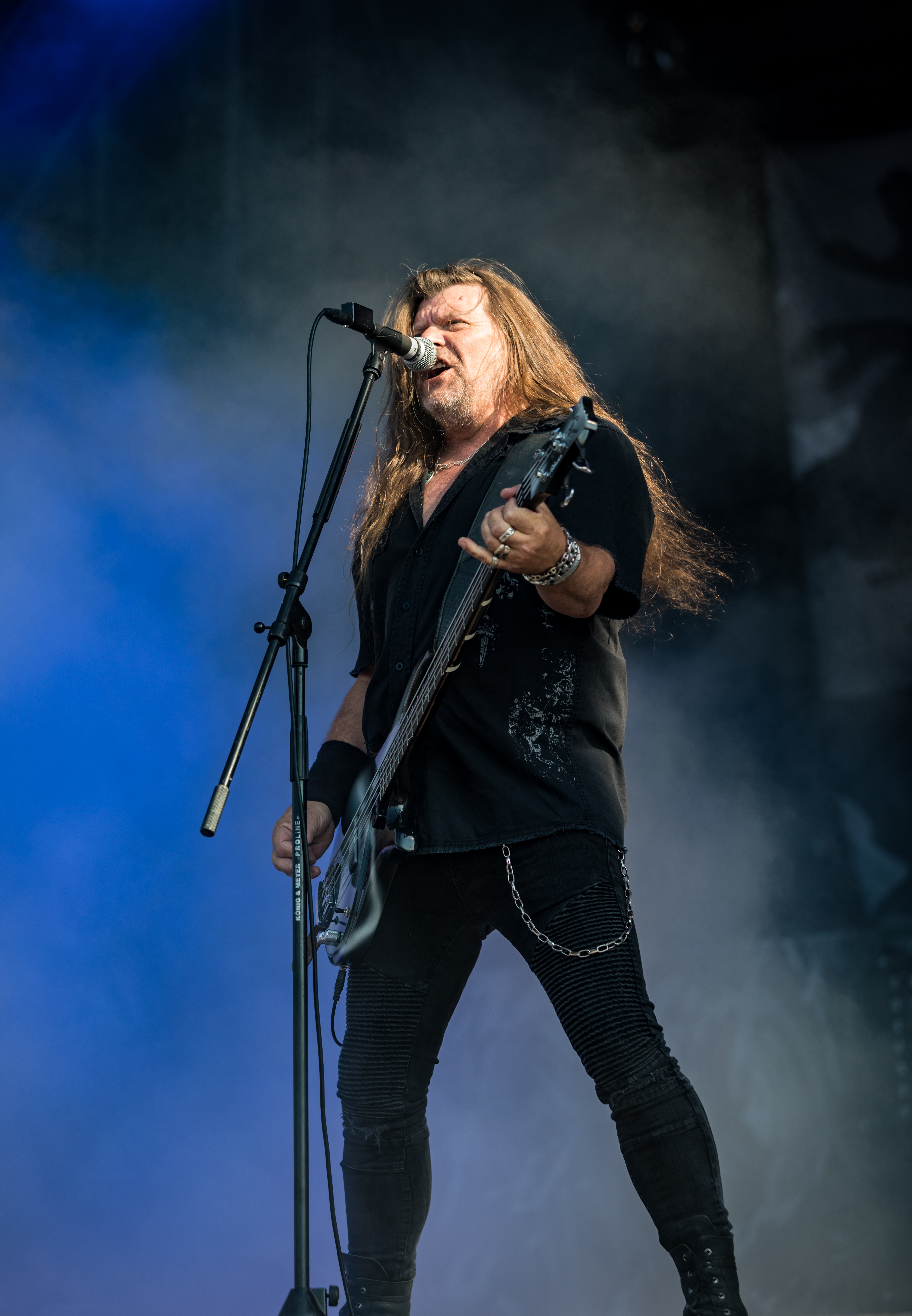
Después de Udo, el bajista Fitty Wienhold fue el músico que más tiempo permaneció en la banda, veintidós años

Luego de algunas presentaciones en el primer semestre de 2001, la banda se tomó unas vacaciones hasta septiembre del mismo año. Posteriormente grabaron Man and Machine (2002), que recibió críticas mixtas por parte de la prensa especializada ya que en su gran mayoría resaltaron el poco entusiasmo en la composición de las canciones. Dos años después se puso a la venta Thunderball, cuyo título y temática de algunas canciones hacen alusión a la cuarta película del agente británico James Bond. Para promocionar el álbum, la banda se embarcó en la gira Thunderball World Tour 2004 que les permitió tocar por Europa, Japón y por primera vez en Brasil.
En 2005, la banda se tomó un receso cuando se confirmó la gira de reunión de Accept con Udo Dirkschneider que inició el 25 de abril en San Petersburgo, Rusia, y culminó el 27 de agosto del mismo año en Kavarna, Bulgaria. Paralelo a ello, el resto de la banda comenzó a crear las ideas de un nuevo disco de estudio, pero Lorenzo Milani no pudo ser parte de las grabaciones ya que por problemas personales prefirió retirarse de la agrupación. Finalmente, una semana antes del lanzamiento previsto, el 30 de septiembre de 2005 se publicó Mission No. X, que presentó al nuevo batería Francesco Jovino. Dos años más tarde lanzaron el EP The Wrong Side of Midnight, que sirvió como preludio del disco Mastercutor publicado casi un mes después. En agosto, en plena gira promocional, el bajista Fitty Weinhold se alejó temporalmente de la agrupación por razones privadas, por lo que en las presentaciones restantes el bajo fue interpretado por Marcus Bielenberg de la banda alemana Majesty. En 2009 salió a la venta Dominator, que logró un importante éxito comercial para la agrupación ya que por primera vez ingresó en las listas musicales de Suiza y Finlandia.

### Años 2010 y la etapa de Dirkschneider
A mediados de 2010 regresaron a los estudios Roxx —propiedad de Stefan Kaufmann— para grabar Rev-Raptor, que originalmente tenía como fecha de salida al mercado para enero de 2011; pero debido a un problema de salud de Kaufmann su lanzamiento se atrasó para mayo del mismo año. A pesar de aquello, una vez que fue lanzado se convirtió en el álbum de la banda que mejor posición logró en la lista musical alemana hasta entonces (puesto 20). En septiembre de 2012 Kaufmann anunció su renuncia por las complicaciones de su anterior problema de salud, aunque afirmó que seguiría trabajando con U.D.O. en otras áreas. Para sustituirlo en enero del año siguiente se confirmó al ruso Andrey Smirnov como nuevo guitarrista, quien anteriormente había trabajado como músico de sesión de Paul Di'Anno y Blaze Bayley. Un mes más tarde Igor Gianola también anunció su retiro de la banda por razones personales, siendo reemplazado por el guitarrista finlandés Kasperi Hekkinen de Amberian Dawn. Con estos dos nuevos integrantes, en mayo de 2013 se publicó Steelhammer que alcanzó el puesto 21 en la lista musical alemana. En diciembre de 2014, a través de un comunicado el batería Francesco Jovino confirmó su salida de la banda por razones personales, tan solo un mes antes del lanzamiento de Decadent. Para reemplazarlo en febrero de 2015 se confirmó a Sven Dirkschneider —hijo de Udo— como nuevo batería.

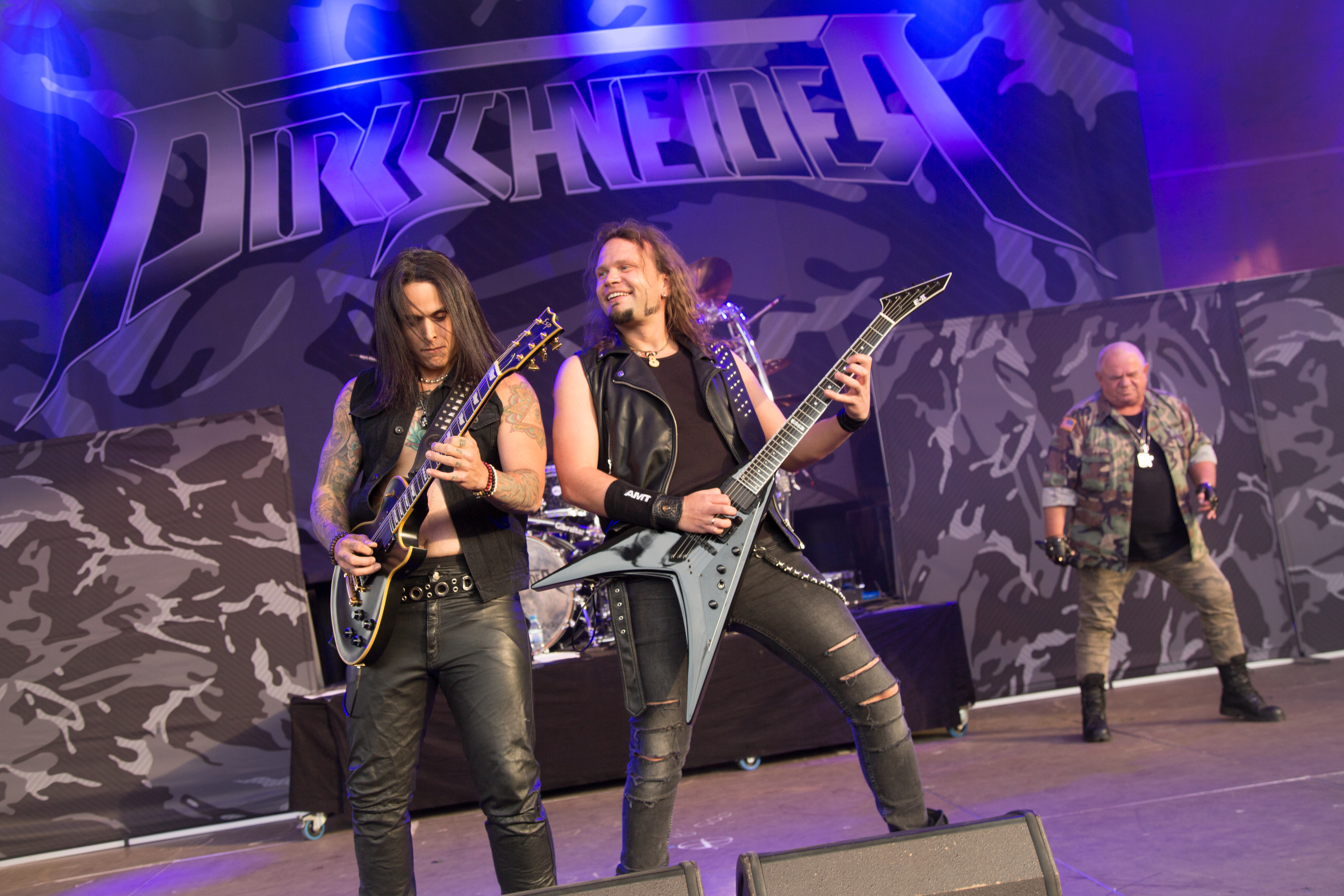
Entre 2016 y 2018 la banda se presentó con el nombre de Dirkschneider

En febrero de 2016, la banda inició la gira especial Back to the Roots en la que solo interpretaron canciones que Udo grabó con Accept. Para evitar una confusión, el grupo se presentó con el nombre de Dirkschneider y según el vocalista el motivo principal era cerrar un capítulo con su exagrupación. El tour comenzó el 18 de febrero de 2016 y durante tres años dieron 233 presentaciones por Europa, Japón, Estados Unidos y Canadá. Sin embargo, antes de iniciar la segunda parte el guitarrista Kasperi Heikkinen renunció y fue sustituido por Bill Hudson que solo permaneció un año. De acuerdo con Udo, la razón por la que ambos guitarristas renunciaron fue porque no estaban comprometidos con el futuro de la banda, aunque ellos afirmaron otra cosa. Debido a que las últimas presentaciones ya estaban confirmadas y no tuvieron tiempo de probar a un nuevo músico, Stefan Kaufmann los ayudó temporalmente como segundo guitarrista en los conciertos en vivo del segundo semestre de 2018. La última fecha se celebró el 19 de octubre de 2018 en el festival Full Metal Holiday en España.

### Steelfactoryy una nueva alineación
Dos meses antes de terminar la gira Back to the Roots la banda lanzó su décima sexta producción Steelfactory, la que se grabó como un cuarteto. El disco recibió una importante recepción en los mercados mundiales, por ejemplo ingresó entre los diez más vendidos de la lista alemana (puesto 7) y debutó en los conteos musicales de España, Noruega y Austria, entre otros. No obstante, un mes después de su publicación, Fitty Wienhold renunció después de estar veintidós años en la agrupación, que obligó a Udo a buscar no solo a un nuevo guitarrista sino también a un bajista. Finalmente, en octubre de 2018 se anunció a Dee Dammers (guitarra) y a Tilen Hudrap (bajo) como nuevos integrantes. En enero de 2019, Udo sufrió un fuerte dolor en la rodilla izquierda pero, a pesar de la recomendación médica, siguió adelante con la gira programada para el primer semestre en Europa. Para la edición 2020 del festival Wacken Open Air, la banda había programado un concierto especial para conmemorar el 35° aniversario del álbum Metal Heart con una presentación conjunta con la Orquesta Sinfónica del Ejército Alemán Musikkorps der Bundeswehr. No obstante, debido a la pandemia de COVID-19 el festival fue cancelado y por consiguiente dicho concierto, como también la gira por Latinoamérica, se programó para el 2021.
En julio de 2020 salió a la venta su decimoséptimo álbum We Are One que contó con la colaboración de la Orquesta Sinfónica del Ejército Alemán. Además, marcó su reunión con Stefan Kaufmann y Peter Baltes, ya que participaron en la composición de algunas canciones.

## Miembros
- Udo Dirkschneider - voz (1987-1992, 1996-presente)
- Andrey Smirnov - guitarra líder y coros (2013-presente)
- Sven Dirkschneider - batería (2015–presente)
- Dee Dammers - guitarra rítmica (2018-presente)
- Tilen Hudrap - bajo (2018-presente)

### Antiguos miembros
| - Matthias Dieth - guitarra (1987-1992, 1996) - Peter Szigeti - guitarra (1987-1988) - Andy Susemihl - guitarra (1988-1989) - Wolla Böhm - guitarra (1989-1990) - Frank Fricke - guitarra (1991-1992) - Stefan Kaufmann - guitarra (1996-2012, 2018) - Jürgen Graf - guitarra (1996-1998) - Igor Gianola - guitarra (1998-2013) - Kasperi Heikkinen - guitarra (2013-2017) - Bill Hudson - guitarra (2017-2018) | - Frank Rittel - bajo (1987) - Dieter Rubach - bajo (1988) - Thomas Smuszynski - bajo (1988-1992) - Michael Voss - bajo (1996) - Fitty Wienhold - bajo (1996-2018) - Thomas Franke - batería (1987-1988) - Stefan Schwarzmann - batería (1988-1992, 1996-1999) - Lorenzo Milani - batería (1999-2005) - Franceso Jovino - batería (2005-2014) |

## Discografía

### Álbumes de estudio
| - 1987: Animal House - 1989: Mean Machine - 1990: Faceless World - 1991: Timebomb - 1997: Solid - 1998: No Limits - 1999: Holy - 2002: Man and Machine - 2004: Thunderball | - 2005: Mission No. X - 2007: Mastercutor - 2009: Dominator - 2011: Rev-Raptor - 2013: Steelhammer - 2015: Decadent - 2018: Steelfactory - 2020: We Are One - 2021: Game Over |